# Awazu och Wallasis
Awazu och Wallasis (förvrängning av finska Avaa suu ja valua sen "öppna munnen och töm den") var en i Stockholm 25 januari 1732 stiftad aristokratisk klubb för "ridderliga idrotter" och "adliga bragder". 
Samfundet blev det första kända svenska ordenssamfundet av kulturell betydelse, främst tack vare sin sekreterare och ende ofrälse medlem, Olof von Dalin. Det tycks endast ha varit fullt aktivt på 1730-talet, och upplöstes troligen före 1750.  
Awazu och Wallasis såg sig som en "riddarorden" och hade hemliga ceremonier i stil med frimurarorden. "Riddarna" bildade ett "fostbrödralag" och svor med handen på svärdet Tirfing att följa ordens valspråk "Tro och redlighet". Genom att hängivet dyrka minnena från Sveriges stormaktstid ville man försöka glömma bort de sista årtiondenas svikna förhoppningar. Man firade de stora nationalhjältarna Gustav II Adolf och Karl XII och uppmuntrade varandra till "adeligt bragdande".
Sällskapet hade till ständig ordförande eller "commendeur" Carl Fredrik Piper. Bland Awazu-riddarna märks för övrigt Carl Gustaf Tessin, Charles Emil Lewenhaupt och Gustaf Fredrik von Rosen. Såsom högtidsdagar firade samfundet årligen sin instiftelsedag samt Gustav II Adolfs och Karl XII:s dödsdagar.